# Vladimir Golemić
Vladimir Golemić (Serbian Cyrillic: Владимир Големић; sinh ngày 28 tháng 6 năm 1991) là một cầu thủ bóng đá người Serbia thi đấu ở vị trí hậu vệ cho câu lạc bộ Crotone tại Serie C.

## Danh hiệu
Mladost Lučani
- Serbian First League: 2013–14